# Mike Van Notegem
Mike Van Notegem is een personage uit de Vlaamse soap Thuis, dat gespeeld werd door Peter Bastiaensen van 7 mei 2008 tot 29 december 2008.

## Biografie
Mike maakte zijn debuut als 'zakenman'. Hij leek charmant, vriendelijk en betrouwbaar, maar was in feite bezig met illegale zaken. Hij viel al snel voor Femke en de twee begonnen - ondanks het leeftijdsverschil - een relatie.
Mike bleek een oude bekende voor Femkes familie: Mike is de broer van Femkes stiefvader Eddy. Femke maakte het daarom uit, maar Mike overtuigde haar om te herbeginnen met het motto 'familie kies je niet' . Ook Femkes moeder Nancy kende Mike: ze hadden vroeger een relatie. Mike bleek uiteindelijk Femkes vader te zijn. Zelfs nadat Mike dit wist, bleef hij verder vrijen met Femke. Om te vermijden dat Nancy Femke hiervan op de hoogte bracht, klopte hij haar in de coma en gaf zijn broer Eddy hiervan de schuld.
Mike heeft Leo opgelicht: hij verkocht hem een vakantiehuis in Spanje dat helemaal niet bestond. Leo is hierdoor € 100.000 verloren. Luc ging die som halen op Mikes hotelkamer in Ter Smissen terwijl Mike in de gevangenis zat. Terug thuis gaf hij Femke, die intussen over het incestverhaal op de hoogte was, de schuld. 
Sofie nam Mike in vertrouwen en moest dat met haar leven bekopen: Mike verkrachtte haar, wurgde haar en dumpte haar lijk in Hastière. In december 2008 werd Sofies lijk gevonden en werd Mike hier voor opgepakt, maar wegens gebrek aan bewijzen liet de politie hem gaan. Terug in zijn hotelkamer merkte hij dat hij € 100.000 kwijt was en ging hij naar Femke. Hij wurgde haar en toen Femke bijna gestikt was, kwam Eric binnen. Eric was razend omdat Mike zijn dochter, Sofie, vermoord had. Mike lachte hem uit waar hij bijstond en Eric, die een taartmes bij zich had van de koffietafel van de begrafenis van Sofie, stak hem neer. 
Na zijn dood bleef het Thuis-dorp in rep en roer: Eric werd vervolgd voor moord (maar vrijgesproken) en Femke had moeite om de hele incestaffaire te verwerken. Ze erfde wel € 500.000 van hem, waarmee ze een loft kocht en een reiscafé startte. Later bleek dat Mike nog een ander kind had: Rafael Campo.